# قطعنامه ۳۹۱ شورای امنیت
قطعنامه  ۳۹۱ شورای امنیت سازمان ملل متحد که در تاریخ ۱۵ ژوئن ۱۹۷۶ تصویب شد، سندی بین‌المللی دربارهٔ قبرس است. این قطعنامه طی نشست ۱٬۹۲۷‌ام با ۱۳ موافق، ۰ مخالف و ۰ ممتنع تصویب شد.